# Sabahudin Delalić
Sabahudin Delalić (ur. 17 sierpnia 1972 w Sarajewie) – bośniacki niepełnosprawny siatkarz, multimedalista paraolimpijski.

## Życiorys
Urodził się w Sarajewie w 1972 roku. Ukończył studia magisterskie na Wydziale Sportu i Edukacji Fizycznej Uniwersytetu w Sarajewie. Niepełnosprawność nabył w trakcie wojny domowej w Bośni i Hercegowinie (został ranny w miejscowości Alići w okolicach Sarajewa).
W reprezentacji narodowej Delalić grał od 1997 roku. Jako jej kapitan wielokrotnie stał na podium mistrzostw świata i Europy (m.in. mistrz świata z 2006 roku oraz mistrz Europy z 2009 i 2013 roku). W latach 2000–2021 sześciokrotnie zdobył medal igrzysk paraolimpijskich, w tym dwukrotnie złoty (2004, 2012), trzykrotnie srebrny (2000, 2008, 2016) i jednokrotnie brązowy (2021). Ponadto w 2008 roku został wybrany chorążym reprezentacji Bośni i Hercegowiny podczas ceremonii otwarcia igrzysk paraolimpijskich. Do 2019 roku zagrał w 148 meczach reprezentacji Bośni i Hercegowiny. W latach 1999 i 2003 został wybrany najlepszym niepełnosprawnym sportowcem Bośni i Hercegowiny, a w 2017 roku wyróżniono go tytułem wybitnego sportowca klasy międzynarodowej.
W 2013 roku obrany na przewodniczącego Rady Miejskiej Sarajewa. Był zastępcą Partii Akcji Demokratycznej (SDA) w zgromadzeniu kantonu sarajewskiego. W marcu 2020 roku opuścił SDA po aferze nagraniowej z jego udziałem. Na nagraniu opublikowanym w mediach społecznościowych przez Semira Efendicia (innego członka SDA) ujawniono, że wiceprzewodniczący partii Asim Sarajlić i Delalić mieli zaproponować jednemu z członków SDA awans jego żony w zamian za oddanie głosu na Fikreta Prevljaka w wewnątrzpartyjnych wyborach na przewodniczącego SDA w kantonie sarajewskim (mimo tego wybory ostatecznie wygrał Prevljak, który pokonał Efendicia).